# レゾナック・ホールディングス
株式会社レゾナック・ホールディングス（英: Resonac Holdings Corporation）は、 東京都港区東新橋（汐留地区）に本社を置く、日本の大手化学工業会社。レゾナック（旧:日立化成）などを傘下に持つ。旧商号は昭和電工株式会社（しょうわでんこう、英: Showa Denko K.K.）。2023年1月1日をもって持株会社に移行し、商号を株式会社レゾナック・ホールディングスに変更した（後述）。日経平均株価の構成銘柄の一つ。
1939年6月、森矗昶が設立した日本電気工業と、経営に参加した味の素傘下の昭和肥料の合併により設立され、戦前は森コンツェルンの中核企業であった。社名の由来は、前身両社の名を組み合わせたもの。
2011年3月7日より、同社グループのスローガンとして「具体化。」（英文では“Shaping Ideas”）が制定され、あわせて鉛筆をモチーフとしたシンボルマークも制定された。
芙蓉会の会員企業であり、旧富士銀行（現在のみずほ銀行）の融資系列で構成される芙蓉グループに属している。

## 沿革

昭和電工時代のロゴ

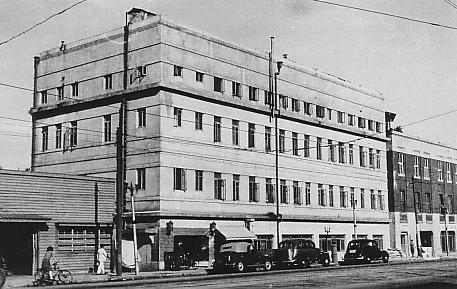
1948年の本社

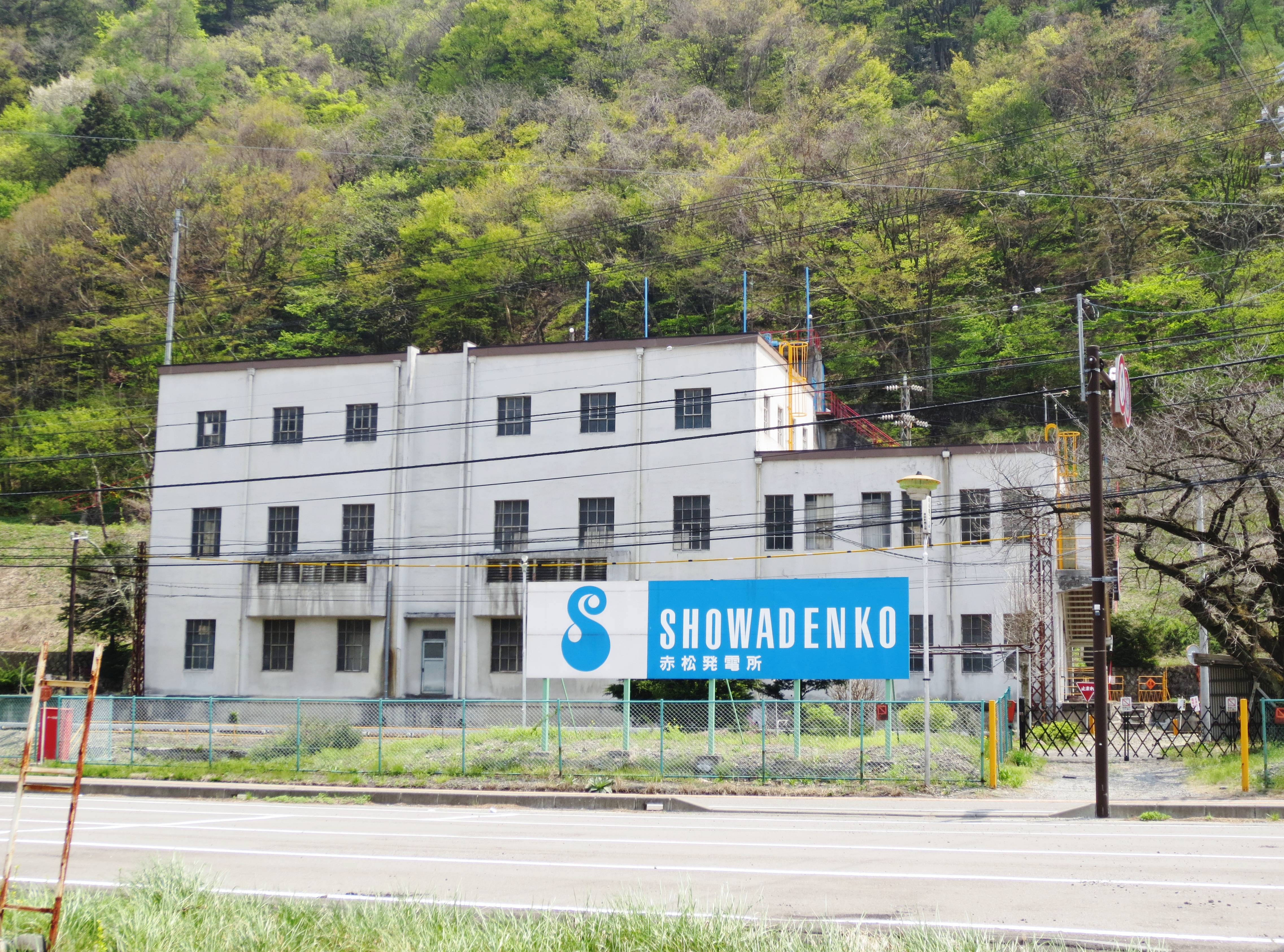
旧シンボルマークによる看板（長野県松本市・赤松発電所）

森矗昶はヨード工場の見習工から出発して、海草からヨードの抽出事業を進めていた「味の素」の鈴木三郎助（二代目）、鈴木忠治兄弟と手を組んで化学工業会社を興し、1922年（大正11年）に森興業を、1928年（昭和3年）に昭和肥料を設立した。
新しい化学工業の一大拠点とするため、森コンツェルン傘下の昭和肥料や日本電工などを糾合してスタートしたが、基礎となった総房水産は、森矗昶の父森為吉と、安西浩、安西正夫兄弟の父安西直一が創設したものであり、森一族・味の素の鈴木一族・安西一族の共同作業の結果つくられた企業体であった。そのため森曉、安西正夫、鈴木治雄などが社長を務めた。
味の素の創業者鈴木三郎助（二代目）は、もともとヨードの製造販売でライバル関係にあったが、森の会社が経営危機に陥った際に鈴木がこれを救済した事から友好関係に転化した。鈴木は森の経営者・技術者としての才能を高く買い、自身が設立した昭和肥料に森を参加させた。
1931年（昭和6年）4月、昭和肥料は森の指導下で国産初の硫安の製造に成功したが、その数日前に鈴木が他界。森は鈴木の訃報を知って号泣したという。
さらに3年後、コンツェルン傘下の日本電工で、国産アルミニウムの生産に成功した。
1939年（昭和14年）、日本電気工業、昭和肥料の両社合併。取締役社長には森矗昶は就任した。この時点では社名は現在と同じものとなるが、創業年としているのは昭和肥料の前身会社の日本沃度の設立年である1926年としている。
2014年の株主総会を得て退任した現相談役の大橋光夫は石油化学工業協会会長や日本化学工業協会会長等を務めた。
- 1908年（明治41年）12月 - 森矗昶によって総房水産株式会社［日本沃度株式会社の母体］設立。
- 1926年（大正15年）10月 - 日本沃度株式会社設立（これをもって創業とする）。
- 1928年（昭和3年）4月 - 昭和肥料株式会社設立。
- 1934年（昭和9年）3月 - 日本沃度株式会社が日本電気工業株式会社に商号変更。
- 1939年（昭和14年）6月 - 日本電気工業株式会社と昭和肥料株式会社が合併、昭和電工株式会社設立。
- 1946年（昭和21年）2月19日 - 昭和天皇が川崎工場を訪問。第二次世界大戦後の全国行幸を開始した。
- 1948年（昭和23年） - 昭和電工事件（昭電疑獄）が発覚。
- 1949年（昭和24年）
  - 5月 - 東京証券取引所に上場。
  - 6月24日 - 川崎工場の硫安製造工場で爆発事故。死者17人、重軽傷者50余人[9]。
- 1964年（昭和39年）
  - 4月 - 川崎工場の工営部門を分離独立させ、昭和工事株式会社を設立。
  - 6月 - 川崎工場で爆発事故発生。死者18人。
- 1965年 （昭和40年）月日不明 - 第二水俣病が確認される。
- 1969年（昭和44年）4月 - 大分臨海工業地帯にて大分石油化学コンビナート営業運転開始。
- 1970年（昭和45年）
  - 4月23日 - 富山工場で爆発事故発生。工場の従業員のほか、近隣の他社寮や住宅のガラスが割れるなどして23人が重軽傷[10]。
  - 5月 - アメリカ合衆国のユニオン・カーバイド社と合弁でユニオン昭和株式会社を設立。
- 1977年（昭和52年）12月 - 昭和電工建材株式会社を設立。
- 1982年（昭和57年）
  - 3月 - 昭和工事の商号を昭和電工エンジニアリング株式会社に変更。
  - 10月 - セラミックス事業部の関連会社として昭和電工研装株式会社を設立。
- 1986年（昭和61年）2月 - 国内アルミニウム製錬全面停止。
- 1989年（平成元年）
  - 11月 - ハードディスクの第1プラント完成。
  - 12月 - 東北金属化学株式会社を完全子会社化。
  - 本年秋から1990年初頭にかけてのアメリカ合衆国において、トリプトファン事件発生。被害件数1,500件以上、死者38名[11]。
- 1999年（平成11年）5月 - 徳山石油化学と合併。
- 2001年（平成13年）3月 - 昭和アルミニウムと合併。
- 2004年（平成16年） - 日本ポリテック株式会社を完全子会社化。
- 2005年（平成17年）7月 - 世界初の垂直磁気記録方式ハードディスクおよび世界最小0.85インチ径ハードディスクの量産開始。
- 2006年（平成18年）9月 - 昭和高分子株式会社を完全子会社化。
- 2008年（平成20年）9月 - イギリス・F2ケミカルズ社を完全子会社化。
- 2009年（平成21年）
  - 7月 - 富士通から買収したHDメディア事業を母体に、昭和電工HD山形株式会社として設立。
  - 12月 - 機能性高分子コンデンサ事業（アルミとタンタルの両方）を株式会社村田製作所に売却。
- 2010年（平成22年）7月 - 昭和高分子と合併。
- 2012年（平成24年） - 中鋼集団より傘下の四川炭素を買収
- 2017年（平成29年）
  - 10月2日 - ドイツ・SGL GroupよりSGL GE Holding GmbHを買収。
  - 11月7日 - 東海カーボンにSGL GE Carbon Holding LLCを売却。
- 2019年（令和元年）12月18日 - 日立化成を買収すると発表[12]。日立化成の株式取得1年後を目処に両社の統合を進める。
- 2020年（令和2年）4月21日 - 日立化成へのTOB（株式公開買い付け）が成立。日立化成は28日付で当社の傘下に入った[13]。
- 2021年（令和3年） - 子会社の商社昭光通商を売却。アルミ缶、アルミ圧延、食品用ラップ、プリント配線基板、セラミック、鉛蓄電池の各事業から撤退[14]。
- 2023年（令和5年）
  - 1月1日 - 持株会社に移行し、商号を株式会社レゾナック・ホールディングスに変更[15]。事業部門は、レゾナック（旧・昭和電工マテリアルズ）に統合した。
  - 7月1日 - レゾナックと共に本社を港区東新橋の東京汐留ビルディングへ移転[16]。
  - 10月 - 本店所在地を本社所在地と同じ東京都港区東新橋1-9-1へ移転[17] 。

## 事業
レゾナック・ホールディングスのグループ全体として、総合化学大手の一角に数えられているが、電子・情報材料など高収益の事業に注力する事業再構築を行い「脱総合化」を図り「個性派化学」を目指している。
石油化学エチレン・プロピレン、およびその誘導品である酢酸・アリルアルコールなどを製造。主要製造拠点として大分にコンビナートを所有。
化学品主に川崎製造所において、産業用・医療用ガス、工業用薬品等の基礎化学品、電子材料向け高純度ガス等を生産。
無機電気製鋼炉用人造黒鉛電極、電材用ファイン・カーボンを生産。
アルミニウム1934年（昭和9年）に日本で初めてアルミニウム製錬の工業化に成功（1984年（昭和59年）に停止）して以来、アルミニウム材料や高付加価値加工品を生産。現在は、2001年（平成13年）に合併した昭和アルミニウムで行っていた事業が中核となっている。
エレクトロニクスハードディスク事業を手がけており、生産能力と密度記録向上の技術で世界トップを誇り、外販メーカーとしては世界トップクラスのシェアを有する。2009年（平成21年）にHOYAとの事業統合を行うことを発表していたが中止となった。同年4月30日には、富士通（山形富士通）のHDDメディア部門の譲渡契約締結が発表された。その他、LED、化合物半導体などを手がける。

## 歴代社長
| 代数   | 氏名       | 在任期間    | 出身校                       |
| ------ | ---------- | ----------- | ---------------------------- |
| 初代   | 森矗昶     | 1939 - 1940 | 勝浦高等小学校               |
| 第2代  | 鈴木忠治   | 1940 - 1945 | 横浜商業学校                 |
| 第3代  | 森曉       | 1945 - 1947 | 京都帝国大学文学部           |
| 第4代  | 日野原節三 | 1947 - 1953 | 東京帝国大学法学部           |
| 第5代  | 佐竹次郎   | 1953 - 1959 | 東京帝国大学法学部           |
| 第6代  | 安西正夫   | 1959 - 1971 | 東京帝国大学法学部・経済学部 |
| 第7代  | 鈴木治雄   | 1971 - 1981 | 東京帝国大学法学部・工学部   |
| 第8代  | 岸本泰延   | 1981 - 1987 | 東京帝国大学工学部           |
| 第9代  | 村田一     | 1987 - 1997 | 東京帝国大学工学部           |
| 第10代 | 大橋光夫   | 1997 - 2005 | 慶應義塾大学経済学部         |
| 第11代 | 高橋恭平   | 2005 - 2011 | 東京大学経済学部             |
| 第12代 | 市川秀夫   | 2011 - 2017 | 慶應義塾大学法学部           |
| 第13代 | 森川宏平   | 2017 - 2022 | 東京大学工学部               |
| 第14代 | 高橋秀仁   | 2022 -      | 東京大学経済学部             |

## 国内事業所
- 本社 - 東京都港区

持株会社になったため、本社のみである。

## グループ会社・子会社・関連会社
全て株式会社。子会社および関連会社数は152社である（2023年現在）。
- 半導体・電子材料セグメント
  - レゾナックHD山形
  - レゾナック・パッケージング
  - レゾナック電子材料九州
  - HDマイクロシステムズ

- モビリティセグメント
  - 日本ブレーキ工業
  - レゾナック・オートモーティブプロダクツ
  - レゾナック・アプライドカーボン

- イノベーション材料セグメント
  - レゾナック・セラミックス
  - レゾナック研装
  - HKSP
  - 喜多方軽金属

- ケミカルセグメント
  - 日本ポリオレフィン（ENEOSとの合弁）
    - 日本ポリエチレン

  - サンアロマー（ENEOSとの合弁）
  - 鶴崎共同動力
  - レゾナック・ガスプロダクツ
  - 東京液化酸素
  - ユニオン昭和
  - ハイパック
  - レゾナック・グラファイト・ジャパン

- その他
  - Minaris Regenerative Medicine
  - ミナリスメディカル
  - レゾナック建材
  - 新潟昭和
  - 五井化成
  - 日化トウチュウ
  - レゾナック・ビジネスサービス
  - レゾナック・テクノサービス

- 解散済み
  - 日本酢酸エチル（JEA）- 2013年11月、解散発表[20]

## 公害・汚職など
1. 昭和電工事件
  - 1948年に起きた汚職事件。占領政策中のGHQや日本国政府高官などとの贈収賄が指摘され、関連人物らが逮捕された。これにより芦田均内閣は総辞職することになった。
2. 新潟水俣病（第二水俣病）
  - 新潟県東蒲原郡鹿瀬町（現同郡阿賀町）の鹿瀬工場（現在はグループ会社の新潟昭和）が、阿賀野川にメチル水銀を含んだ工場廃液を未処理のまま排出し、阿賀野川流域住民に健康被害を与えた（新潟水俣病）。2007年（平成19年）3月に6年ぶりに開かれた公害健康被害認定審査会では水俣病として新たに2名が認定され、2009年（平成21年）5月1日にも3名が認定されたことで新潟水俣病の認定患者は696名になった[21]。なお、内部資料は証拠隠滅のために破棄されたため、全容解明は不可能とされる。
3. トリプトファン事件
  - 1980年代末〜1990年代前半にかけて、製造した必須アミノ酸である「L-トリプトファン」の特定のロットを含む健康食品を服用したアメリカ人に大規模な健康被害「好酸球増加筋肉痛症候群（eosinophilia–myalgia syndrome：EMS）」を発生させ、その被害は1,500件以上、死者38名にも及んだ。なお、当初不純物がEMSの原因として疑われたが、その後の調査によりL-トリプトファンの過剰摂取によりEMSを発病することが示唆された[22]。
4. 川崎公害
  - 川崎市川崎区扇町の、都市ガス製造を担当した（現在は廃止）川崎事業所の排煙も原因となった喘息などの公害問題。1994年（平成6年）1月の判決において他の企業とともに4.6億円の支払いを命じられ、1996年（平成8年）12月に約2.9億円を支払うことで和解が成立。[注釈 1]
5. 排水データ偽装事件
  - 2004年（平成16年）1月から12月にかけて、千葉事業所は、排水の記録データを公害防止協定の基準値内に書き換え、自治体に報告を行った。行った社員の二人は書類送検された。

## 同業他社
全て株式会社
- SECカーボン
- 日本カーボン
- 東洋炭素
- 東海カーボン